# Kamela (Pologne)
Pour les articles homonymes, voir Kamela.
Kamela est une localité polonaise de la gmina rurale de Somonino située dans le  powiat de Kartuzy en voïvodie de Poméranie. Elle se trouve à environ 7 km au sud de Kartuzy et 30 km à l'ouest de la capitale régionale Gdańsk.

## Géographie

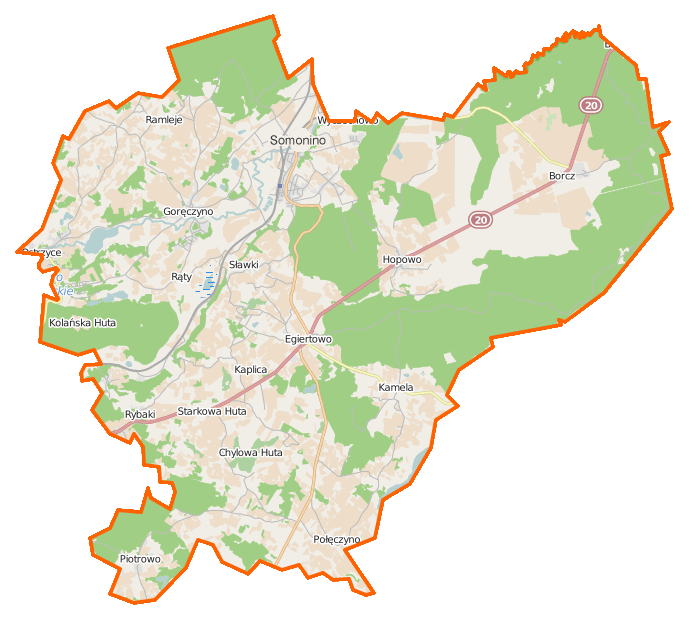
Carte de la gmina de Somonino.